# Mergosari (Tarik)
Mergosari is een bestuurslaag in het regentschap Sidoarjo van de provincie Oost-Java, Indonesië. Mergosari telt 2950 inwoners (volkstelling 2010).